# Mairie de Montrouge (stanice metra v Paříži)
Mairie de Montrouge je stanice pařížského metra na lince 4 na pařížském předměstí Montrouge jižně od Paříže. Nachází se na křižovatce ulic Avenue de la République, Rue Gabriel Péri a Avenue Jean Jaurès. Stanice byla otevřena 23. března 2013.
Zprovoznění 780 metrů dlouhého úseku do Mairie de Montrouge ve směru na jih od Paříže je prvním krokem k prodloužení linky 4 až do města Bagneux. Tento úsek byl plánován již v roce 1929, ale přesto zůstal konec linky na hranicích města. V roce 2022 došlo k otevření dalšího úseku se stanicemi Barbara a konečnou Bagneux – Lucie Aubrac.
V roce 2004, kdy bylo rozhodnuto o výstavbě, činily odhadované náklady na výstavbu prvního úseku z tehdejší konečné Porte d'Orléans 152 miliónů eur.
Montrouge je obec sousedící s Paříží a zdejší dopravní obslužnost zajišťují především autobusy. Novou stanici využilo během prvních šesti měsíců provozu 2 916 681 cestujících.

## Název
Stanice se nachází v blízkosti radnice města, po níž nese jméno (mairie = radnice).